# Nuraminis
Nuraminis település Olaszországban, Szardínia régióban, Cagliari megyében. Lakosainak száma 2305 fő (2023. január 1.). Nuraminis Monastir, Samatzai, Serrenti, Ussana, Serramanna és Villasor községekkel határos.

## Népesség
A település lakossága az elmúlt években az alábbi módon változott:
| Lakosok száma | 2523 | 2524 | 2305 |
|               | 2017 | 2018 | 2023 |